# Зельдович, Юрий Самойлович
Ю́рий Само́йлович Зельдо́вич (1897—1992, Москва) — советский фигурист, первый и трёхкратный чемпион Советского союза в мужском одиночном (1924, 1927, 1928) и чемпион 1924 года парном (с Александрой Быковской) катании. Заслуженный мастер спорта СССР. Первый председатель Всесоюзной секции фигурного катания на коньках (1936), которая впоследствии была преобразована в Федерацию фигурного катания СССР (ныне — Федерация фигурного катания на коньках России). После окончания спортивной карьеры, получил медицинское образование и работал врачом в обществе «Динамо». Заслуженный врач России. Почётный динамовец. Судья всесоюзной категории (1949). Отличник физической культуры (1947).

## Биография
Юрий Зельдович был одним из первых советских фигуристов. В 20-е годы основал первую в СССР секцию фигурного катания. В 1924 году стал чемпионом Советского Союза и в одиночном и в парном разрядах (в парах выступал с Александрой Быковской). В 1928 году выигрывал Всесоюзную спартакиаду. В международных соревнованиях советские фигуристы в то время участия не принимали. В дальнейшем Зельдович ещё дважды побеждал на чемпионатах страны.
Зельдович был третьим советским спортсменом, удостоенным звания «заслуженный мастер спорта».
В 1936 году Юрий Зельдович стал первым председателем Всесоюзной секции фигурного катания на коньках, впоследствии — федерации.
Окончил медицинский факультет Московского Государственного университета. Продолжил карьеру в спортивном обществе «Динамо» в качестве врача футбольной и хоккейной сборных. В разные годы работал с Якушиным, Бесковым, Пономарёвым, Чернышовым. Обеспечивал медицинское обслуживание спортсменов в зарубежных поездках. Ему было присвоено почётное звание «Заслуженный врач России».
Умер Юрий Зельдович в возрасте 95 лет от сердечного приступа. Похоронен на Ваганьковском кладбище.